# خرنگویچه ماوه
خرنگویچه ماوه (به لهستانی:  Hryniewicze Małe) یک روستا در لهستان است که در گمینا بیلسک پودلاسکی واقع شده‌است.